# ویرینیا
آدلینو آندره ویِیرا ده فریتاس (پرتغالی: Adelino André Vieira de Freitas؛ زادهٔ ۲۴ ژانویهٔ ۱۹۸۶) که عموماً با نام ویرینیا شناخته می‌شود، بازیکن فوتبال اهل پرتغال است.
وی همچنین در تیم ملی فوتبال پرتغال بازی کرده‌است.